# Distretto di Pamplemousses
Il distretto di Pamplemousses è un distretto di Mauritius, situato nel nord dell'isola, con capoluogo l'omonima cittadina di Pamplemousses. Con una popolazione di circa 
140.000 persone (dato del 2015) e una superficie di 178,7 km², è una delle aree più densamente popolate di Mauritius. Il distretto prende il nome da "Pamplemousses", in francese, significa pompelmi; qui infatti si iniziarono a coltivare gli agrumi provenienti da Giava.